# Букоткин, Ефим Егорович
Ефи́м Его́рович Буко́ткин (1909, д. Полухино, Саратовская губерния — 26 апреля 1945, п. Суха Лоз, Протекторат Богемии и Моравии) — советский военнослужащий, Герой Советского Союза, командир 45-миллиметрового орудия истребительно-противотанковой батареи.

## Биография
Родился в деревне Полухино (ныне — Аркадакский район Саратовской области) в семье крестьянина. Русский. Окончил ветеринарный техникум. В 1935 году переехал в город Ртищево. В предвоенные годы работал ветеринарным фельдшером на пункте промывки вагонов Ртищевского железнодорожного узла.
Во время Великой Отечественной войны с февраля 1942 года до 26 апреля 1945 года сражался с немецко-фашистскими захватчиками на Брянском, Воронежском, Первом и Втором Украинских фронтах. Принимал участие в Острогожско-Россошанской и Воронежско-Касторненской наступательных операциях, Курской битве, освобождении Украины, Румынии и Чехословакии.
В апреле 1945 года войска 2-го Украинского фронта вели успешные наступательные бои в Чехословакии. 26 апреля близ села Коритна наступление стрелковых подразделений задержали два станковых пулемёта противника. Подавить эти пулемёты средствами пехоты не представлялось возможным. Старшина Ефим Егорович Букоткин по своей инициативе выкатил орудие на прямую наводку и уничтожил огневые точки и 18 солдат противника. Благодаря этому пехота пошла вперёд и овладела селом.
Неожиданно на одну из стрелковых рот с опушки леса напали автоматчики с двумя танками. Быстро развернув орудие в сторону противника, Букоткин в упор ударил по танкам. Первым снарядом он поджёг головную машину и тут же перенёс огонь на следующую. Завязалась дуэль. Вражеский снаряд, разорвавшись рядом, легко ранил Букоткина в ногу. Отбив атаку фашистов, артиллеристы выдвинулись на окраину посёлка Суха Лоз. Однако они оказались без поддержки пехоты, так как она переместилась правее села. Увидев это, фашисты атаковали орудие Букоткина. Расчёт принял неравный бой. Букоткин с наводчиком Ефремовым вели огонь из пушки, остальные отражали атаку фашистов из автоматов. Атака была отбита, однако расчёт Букоткина понёс потери, орудие было выведено из строя.
Вскоре гитлеровцы предприняли новую атаку, они шли на орудие с трёх сторон. Был убит Ефремов. Ефим Букоткин отбивался от врагов один, вначале огнём из автомата, затем ручными гранатами. Получив тяжёлое ранение в живот и контузию, Букоткин потерял сознание. Фашисты облили его бензином и подожгли. Придя в чувство от боли, Ефим вскочил на ноги и бросил гранату в гущу врагов. Был сражён автоматной очередью.
За стойкость и мужество, проявленные при отражении контратаки противника в районе чехословацкого города Угерски Брод, 15 мая 1946 года Ефиму Егоровичу Букоткину посмертно присвоено звание Героя Советского Союза. Наградной лист на него, кроме командира полка, подписали четыре генерала.
С воинскими почестями Ефим Егорович Букоткин был похоронен в городе Угерски-Брод в Чехии.

### Другая версия гибели
В 1965 году в ртищевской газете «Путь Ленина» была опубликована статья С. Кузнецова, друга Ефима Букоткина и его жены, где он дал описание боя и гибели Е. Букоткина отличное от того, которое было опубликовано три года спустя в книге Н. М. Румянцева.
Орудийный расчёт, которым командовал старшина Е. Букоткин, получил особое задание. 76-миллеметровое орудие было установлено в небольшой лощине, у самой дороги. Бойцы должны были находиться в секрете и без приказа огонь не открывать, чтобы не выдать преждевременно расположение. Спустя несколько часов началась танковая атака противника. Под прикрытием танков шли автомашины с солдатами. Расчёт Букоткина принял неравный бой, который продолжался около часа. Атака фашистов была отбита.
Командование 2-го Украинского фронта высоко оценило боевой подвиг старшины Букоткина, предоставив его к высшей награде. Но получить её Ефиму было не суждено. 25 апреля 1945 года старшина попал в руки предателей и был замучен.

## Награды
- Герой Советского Союза (15 мая 1946, посмертно)
- Орден Ленина (1946, посмертно)
- Орден Красного Знамени (1943)
- Орден Отечественной войны 2-й степени (1944)
- Орден Славы 3-й степени (1945)
- Медаль «За отвагу» (1943)

## Память
Именем Героя названа улица города Аркадак.